# Törő István (író)
Törő István (Nagydobos, 1949. december 5. –) magyar író, költő, újságíró, mezőgazdász, a Magyar Írószövetség tagja.

## Életpályája
Mezőgazdásznak tanult. Később magyar irodalomból, esztétikából és filozófiából szerzett diplomát, Budapesten.
Tizenkilenc éves korában elhagyta szülőfaluját, és Diósdon, illetve Budapesten teremtett magának önálló életet, és egzisztenciát.
Élete során dolgozott fizikai munkásként, metallográfusként, előadóként, önkormányzati projektmenedzserként. Főfoglalkozása mellett újságíróként is dolgozott. Kezdetben üzemi lapnál, majd országos napilapoknál, külső munkatársként (Szabad Föld, Pest Megyei Hírlap, Népszabadság). Főként a kultúra, tudomány, oktatás területéről jelentek meg riportjai, cikkei, tudósításai. A rendszerváltás után a falvak fejlődésével, önállóságuk kibontakozásával, a kulturális közösségek szerveződésével, a hagyományok ápolásával foglalkozott. Elsősorban az agglomeráció, és a Dunakanyar településeinek életével. Nyugdíj előtti utolsó tíz évében pályázatokkal foglalkozott az egyik budapesti kerületi önkormányzatnál.
1970 óta jelennek meg versei, novellái, gyerekeknek írt meséi és versei.
Írt szociográfiai könyvet, és szakmáját sem tagadva meg, zöldség-gyümölcstermesztési kézikönyvet a kertészkedőknek.
Pályája indulásában szülőföldje nagy költője, Váci Mihály segítette az Új Írásnál, majd Simon István biztatta a Kortárs folyóiratnál. Költészetének kibontakozásában sokat köszönhet Héra Zoltánnak, a kitűnő költő-esztétának. Példaképének és mesterének tekinti Fodor Andrást, aki első kötetét segítette, és Baranyi Ferencet, aki nagy hatással volt pályájának alakulására.
Első bemutatkozása a Szabad Földben volt. Bajor Nagy Ernőhöz, az ismert íróhoz, újságíróhoz haláláig jó barátság fűzte. Írásai évtizedeken át megjelentek a napi-hetilapok hétvégi mellékleteiben, kulturális folyóiratokban, gyermek-és ifjúsági lapokban. Tucatnyi szépirodalmi antológiában szerepelt, köztük a Kalapvásár című, a Móra Ferenc Könyvkiadó által 1986-ban kiadott mai magyar költők gyermekvers antológiában.
Verseiben, novelláiban, megjelent könyveiben arra törekszik, hogy látleletet adjon korunkról, a XX. század végéről és a 21. század elejének emberéről, küzdelméről, s azokról a körülményekről, amelyek között élnek.
Műveiben arról is vall az író, hogy a gyerekek számára a szépirodalom a magyar nyelv megismerésében a legfontosabb feladatot tölti be. Ezért nagy súlyt helyez az ifjúságra, hiszen nekik kell megtanulniuk azt a magyar nyelvet, melyet felnőttként művelniük kell.
Műveinek bibliográfiája az interneten, a Kortárs Magyar Irodalmi Lexikonban, és az Országos Széchényi Könyvtár online katalógusában megtalálhatók. Gyermekverseiből többet megzenésítettek, a Tankönyvkiadó az általános iskola irodalmi olvasókönyvében is megjelentetett belőlük.

## Díjai, elismerései
Verseit, novelláit az Írószövetség két alkalommal, 1995-ben és 2000-ben is különdíjjal tüntette ki.
Írói, újságírói munkásságának elismeréseként, negyvenéves jubileumán a köztársasági elnök a Magyar Köztársasági Arany Érdemkereszt állami kitüntetést adományozta.
2022 decemberében Művészeti életpálya elismerést vehetett át Csák János kultúráért és innovációért felelős minisztertől.

## Megjelent önálló könyvei
- Éltető világ (versek, 1989)
- Folyóölből-tengerölbe (versek, 1992)
- Hamvas kék szilvaszemek (gyűjteményes verseskötet, 1996)
- Hozzátartozó hiányában (elbeszélések, 1996)
- Volt egyszer egy kismadár (gyerekversek, 1996)
- Hétköznapok virágai (versek, 1997)
- Egértörténet (novellák, 1997)
- A Tűzgyújtó Tündér meséje (meséskönyv, 1997)
- Vasárnapi apák (novellák, 1998)
- Medúzák a poklok alján (válogatott versek, 1998)
- Áldozás kora (versek, 1998)
- Az angyal szeme (versek, 1999)
- Fogadónap (novellák, 1999)
- Fény a köveken (versek, 1999)
- Homokóra (válogatott elbeszélések, 1999)
- Tüzet ígértem (versek, 2000)
- Pokoltornác (novellák, 2000)
- Kék kijárat (versek, 2000)
- Laokoon fogása (válogatott versek, 2000)
- Az önkéntes (versek, 2001)
- A magzat napja (versek, 2001)
- Az elpuskázott hatalom (novellák, 2001)
- Csengettyűk dala (versek, 2001)
- Jób kétségei (versek, 2002)
- Az ördög réve (novellák, 2002)
- Ébredő lélek (versek, 2002)
- Orpheusz szíve (versek, 2002)
- Az Elnök imája (novellák, 2002)
- Megóvó gyökér (versek, 2003)
- Betyárbútor (novellák, 2003)
- Számadás szirommal, vérrel (összes válogatott versek, 2003)
- A falusi életforma és változásai (szociográfiai feltáró könyv, 2003)
- Szándékok (összes válogatott novellák, 2004)
- A győzelem íze (versek, székelyföldi szonettek, 2005)
- Napló a tavaszból (versek, 2006)
- Teremtő poézis (versek, mesék, gyerekversek, 2007)
- A szeretet hírvivője (versek, mesék, gyerekversek, 2008)
- Gyökerek fényében (jubileumi gyűjteményes verses- novelláskönyv, 2009)
- Hazám szívemben (versek, 2010)
- A gazda kezével – a gazda szemével (kertészeti szakkönyv kiskerttulajdonosoknak, 2010)
- Búvóhelyet az igazságnak? (versek, mesék, gyerekversek, 2011)
- Tavasz, pacsirtadallal (versek, mesék, gyerekversek, 2012)
- Madarak égzengésben (gyűjteményes verseskötet, 2013)
- Bizonyító üzenet (válogatott versek, 2016)
- A gyémánttollú madár (versek, mesék, gyerekversek, 2017)
- Életem tükrében (gyűjteményes verses-novelláskönyv, 2019)